# Natása Theodorídou
Natása Theodorídou, en grec moderne : Νατάσα Θεοδωρίδου, née le 24 octobre 1970 à Thessalonique en Grèce, est une chanteuse et la seule artiste féminine grecque dont les trois premiers albums ont été certifiés platine. Elle a été certifiée pour un total d'au moins 432 000 albums et 20 000 singles vendus. Le 14 mars 2010, Alpha TV classe Natása Theodorídou comme la 12e chanteuse la plus vendue dans l'ère phonographique du pays (depuis 1960), avec un total de dix albums platine et trois albums or.

## Discographie

### Albums studio
| Année | Titre                                   | Certification |
| ----- | --------------------------------------- | ------------- |
| 1997  | Natása Theodorídou (en)                 | Platine       |
| 1998  | Defteri Agapi (en)                      | Platine       |
| 2000  | Tha Miliso Me T'Asteria (en)            | Platine       |
| 2001  | Ip'Efthini Mou (en)                     | Platine       |
| 2002  | Tosi Agapi Pos Na Hathei (en)           | Platine       |
| 2004  | Erota, Den Ksereis N'Agapas (en)        | Or            |
| 2005  | Os Ekei Pou I Kardia Bori N'Andexi (en) | Or            |
| 2006  | Eho Mia Agkalia (en)                    | Or            |
| 2007  | Natasa (en)                             | Or            |
| 2009  | Mia Kokkini Grammi (en)                 | Platine       |
| 2010  | I Zoi Mou Erotas (en)                   | Or            |
| 2012  | Apenanti (en)                           | Platine       |
| 2013  | S'Agapo (en)                            | Or            |
| 2016  | As' Ta Ola Ki Ela                       | Or            |
| 2018  | Pote Den Efyga Apo 'Do                  |               |